# 1988年2月逝世人物列表
1988年逝世人物列表：1月 - 2月 - 3月 - 4月 - 5月 - 6月 - 7月 - 8月 - 9月 - 10月 - 11月 - 12月
1988年2月逝世人物列表，是用於匯總1988年2月期間逝世人物的列表。

## 依日期排序

### 1日
- N. M. Bodecker，66歲，丹麥出生的美國作家和兒童讀物（魔法故事）插畫家，結腸癌。[1]
- 馬塞爾·博祖菲（Marcel Bozzuffi），58歲，法國電影演員（霹靂神探）。[2]
- 約翰·格裡斯特·布雷納德，83-84歲，美國電氣工程師（ENIAC）。[3]
- 傑拉爾德·巴特勒（Gerald Butler），80歲，英國犯罪和驚悚小說作家（親吻我手上的血、伊莉莎白死亡）。
- 泰德·希尔（Ted Hill），72歲，澳大利亞大律師、律師和共產主義活動家，澳大利亞共產黨主席。[4]
- 湯瑪斯·弗朗西斯·詹森，78歲，美國政治家，美國眾議院議員，車禍。[5]
- 海瑟·歐羅克，12歲，美國童星（Poltergeist），先天性腸狹窄。[6]
- 斯蒂芬·泰勒，泰勒男爵（Stephen_Taylor,_Baron_Taylor），77歲，英國醫生和政治家，上議院議員。[7]
- 埃迪·湯森德，73歲，美國職業拳擊教練，癌症。[8]
- 瑪麗莎·維爾納蒂，67歲，義大利女演員。

### 2日
- 理查·蔡斯（Richard Chase），83歲，美國民俗學家。
- 卡羅琳·周（Caroline Chew），86歲，美國舞蹈家。
- 所罗门·卡特纳，85歲，英國鋼琴家。[9]
- 誇姆魯爾·哈桑（Quamrul Hassan），66歲，孟加拉藝術家，心臟病發作。[10]
- 湯瑪斯·蘭姆（Thomas Lamb），91歲，美國工業設計師，肺炎。[11]
- Rossana Martini，62歲，義大利女演員和模特。
- 諾米·史密斯，79歲，加拿大NHL冰球運動員（底特律紅翼、蒙特利爾馬龍）。[12]
- G. Mennen Williams，76歲，美國政治家，密歇根州州長，美國駐菲律賓大使，中風。[13]

### 3日
- 羅納德·布萊登（Ronald Bladen），69歲，加拿大裔美國畫家和雕塑家，癌症。[14]
- 山姆·達萊桑德羅（Sam D'Allesandro），31歲，美國作家和詩人，愛滋病患者。[15]
- 羅伯特·鄧肯，69歲，美國詩人，心臟病發作。[16]
- 拉達梅斯·格納塔利，82歲，巴西作曲家。
- 維爾納·基斯林（Werner Kissling），92歲，德國出生的蘇格蘭民族志學家和攝影師。[17]
- 雷内·马西利，99歲，法國外交官，法國駐英國和土耳其大使。
- 喬科·湯普森，71歲，美國職業棒球大聯盟球員（費城費城人）。[18]
- 迪莫克·沃森，84歲，英國皇家海軍軍官，南大西洋總司令。
- 路易斯·沃爾伯格（Lewis Wolberg），82歲，美國精神分析師（催眠分析），心臟病發作。[19]
- Sewall Wright，98歲，美國遺傳學家，跌倒。[20]

### 4日
- 克莱德·库姆斯，75歲，美國心理學家（庫姆斯投票方式）。[21]
- 弗蘭克·賈科亞，63歲，美國漫畫家（美國隊長、超凡蜘蛛俠）。
- Dhamma Jagoda，47歲，斯裡蘭卡戲劇和電視劇導演和演員。[22]
- Bill Narduzzi，51歲，美式橄欖球運動員和教練，霍奇金病。[23]
- 喬納斯·特科夫（Jonas Turkow），89歲，波蘭裔以色列演員、導演和作家。[24]

### 5日
- 奧雅納，92歲，英國工程師，悉尼歌劇院設計工程師。[25]
- 多蘿西·路易斯·伯恩斯坦（Dorothy Lewis Bernstein），73歲，美國數學家，美國數學協會主席。[26]
- 本尼·多賓斯，55歲，美國特技演員和演員（飛機、火車和汽車、咪走堂），心臟病發作。[27]
- 克萊門特·赫德（Clement Hurd），80歲，美國兒童讀物插畫家（晚安月亮、逃跑的兔子），阿爾茨海默病。[28]
- Emeric Pressburger，85歲，匈牙利出生的英國電影導演和製片人（北緯49度線），肺炎。[29]

### 6日
- Gary Berland，37歲，美國職業撲克玩家，血液疾病。
- 理查·博克，61歲，美國爵士唱片製作人。
- Marghanita Laski，72歲，英國記者，電臺小組成員和小說家，肺病。[30]
- Nick Pietrosante，50歲，美國NFL足球運動員（底特律雄狮），前列腺癌。[31]
- 巴克萊·普拉格，46歲，加拿大冰球運動員（聖路易斯藍調），腦癌。[32]
- 卡门·波罗，87歲，弗朗西斯科·佛朗哥（Francisco Franco）的西班牙妻子，支氣管肺炎。[33]
- 茲沃尼米爾·羅戈茲，100歲。克羅埃西亞演員。[34]

### 7日
- Upendranath Barman，88歲，印度政治家，國會議員。[35]
- 林·卡特，57歲，美國科幻小說和奇幻作家（巴蘭坦成人奇幻系列），癌症。[36]
- 雷·馬丁，69歲，奧地利-英國樂團團長，癌症。
- Ririd Myddelton，85歲，英國登比郡高級警長，女王的侍從。[37]
- 托尼·桑托斯（Tony Santos Sr.），67歲，菲律賓演員和導演（《巴喬：海上吉普賽人》）。

### 8日
- 彼得罗·阿尔卡里，78歲，義大利足球運動員（AC米兰，热那亚板球与足球俱乐部）。
- 多洛雷斯·卡馬里奧（Dolores Camarillo），77歲，墨西哥女演員（Ahí está el detalle）。[38]
- 艾倫·卡斯伯特森（Allan Cuthbertson），67歲，澳大利亞裔英國演員（非常大酒店、黑暗邊緣）。[39]
- 拉爾夫·弗拉納根（Ralph Flanagan），69歲，美國游泳運動員和奧運獎牌得主。[40]
- 漢斯·克魯格（Hans Krueger），78歲，納粹德國蓋世太保上尉，在被佔領的波蘭，對波蘭人和猶太人的屠殺負責。[41]
- 黛西·特納（Daisy Turner），104歲，美國說書人和詩人。[42]
- 弗蘭克·瓦雷（Frank Varey），79歲，英國賽車手。[43]
- 阿爾弗雷德·韋茨勒（Alfréd Wetzler），69歲，奧匈帝國出生的捷克斯洛伐克作家（Vrba-Wetzler報告）。[44]
- 海倫·伍德，70歲，美國電影和廣播女演員。

### 9日
- 庫爾特·赫伯特·阿德勒（Kurt Herbert Adler），69歲，奧地利裔美國指揮，心臟病發作。[45]
- 埃爾瑪律·艾倫，69歲，美國職業足球運動員（克利夫蘭布朗隊）和教練（達拉斯牛仔隊），癌症。
- 瑪喬麗·梅·培根，86歲，英國版畫家和畫家。
- 亨利·伯勒爾，83歲，澳大利亞海軍司令，澳大利亞皇家海軍中將。[46]
- 伊斯雷尔·内森·赫斯坦（Israel Nathan Herstein），64歲，波蘭裔美國數學家（环论），癌症。[47]
- 菲力浦·哈欽森（Phillip Hutchinson），24歲，美國銀行搶劫犯、殺人犯和逃脫罪犯，被員警槍殺。[48]
- 查理斯·摩西（Charles Moses），88歲，英裔澳大利亞行政長官，澳大利亚广播公司（Australian Broadcasting Commission）總經理。[49]
- 弗里茨·雷德爾（Fritz Redl），85歲，奧地利出生的美國兒童精神分析師。[50]
- 威廉·薩克維爾，66歲，英國同齡人，自殺。[51]

### 10日
- 納特·科恩（Nat Cohen），82歲，英國電影製片人（《沉睡的老虎》、《湯米斯蒂爾的故事》、《繼續前進》），心臟病發作。[52]
- 阿爾弗雷德·艾希納（Alfred Eichner），50歲，美國經濟學家。[53]
- 辛西婭·古丁（Cynthia Gooding），63歲，美國民謠歌手，癌症。
- 沃爾夫岡·蘭格（Wolfgang Lange），89歲，納粹德國將軍
- Lothar Malskat，74歲，德國畫家和藝術修復師。
- 唐·派特森（Don Patterson），51歲，美國爵士管風琴家。
- Chaya Mushka Schneerson，86歲，猶太精神領袖梅纳赫姆·门德尔·什内尔松的俄裔美國妻子。[54]

### 11日
- Mary E. Black，92歲，美國搖擺不定者和編織教練。[55]
- 瑪麗昂·克勞馥，78歲，瑪格麗特公主和伊莉莎白公主的蘇格蘭家庭教師，癌症。[56]
- René Hall，75歲，美國吉他手，心臟病。
- Virgil D. Hawkins，81歲，美國律師，腎功能衰竭。[57]
- 蓋爾·愛爾蘭（Gail L. Ireland），92歲，美國政治家，科羅拉多州總檢察長。
- Amirteymour Kalali，93歲，伊朗政治家，伊朗議會議員。

### 12日
- 羅伯特·科恩，86歲，法國雕塑家和雕刻師。
- 布裡格斯·戈登（Briggs Gordon），38歲，美國電視節目主持人。[58]
- Max Heine，76-77歲，德國出生的美國價值投資者和基金經理，交通事故。[59]
- 古斯塔夫·科蘭滕-阿多夫（Gustav Koranteng-Addow），69歲，迦納總檢察長兼司法專員。
- Bernard Lippmann，73歲，美國理論物理學家（散射中的李普曼-施溫格方程）。

### 13日
- John Curulewski，37歲，美國音樂家，冥河合唱團的原始成員，腦動脈瘤。[60]
- 羅恩·恩布爾頓，57歲，英國插畫家和漫畫家（米老鼠週刊、閣樓），心臟病發作。
- 多蘿西·庫爾幹斯·戈德堡（Dorothy Kurgans Goldberg），79歲，美國藝術家和作家，最高法院大法官，肺癌。[61]
- Léon Goossens，90歲，英國雙簧管演奏家。[62]
- 伊萬·佩里斯，66歲，斯裡蘭卡藝術家。[63]

### 14日
- 諾拉·阿斯托加（Nora Astorga），39歲，尼加拉瓜遊擊隊戰士和政治家，尼加拉瓜駐聯合國大使，宮頸癌。[64]
- 弗雷德里克·羅意威（Frederick Loewe），86歲，德裔美國作曲家（窈窕淑女），心臟驟停。[65]
- 卡爾·尼迪，73歲，美國賽車手，心臟病發作。[66]
- 馬克·塞魯里爾（Mark Serrurier），83歲，Moviola的美國總統，阿爾茨海默病。[67]
- 阿方索·巴爾德斯·科比安，97歲，波多黎各實業家和政治家，Cervecería印度公司聯合創始人，心臟病發作。[68]
- 利內特·懷特（Lynette White），20歲，威爾士謀殺案受害者。[69]
- 約瑟夫·瓦雷辛斯基，71歲，法國牧師。[70]

### 15日
- 約瑟夫·布徹（Joseph O. Butcher），75歲，美國海軍陸戰隊將軍。[71]
- 派特·克洛斯（Pat Close），39歲，美國童星（模仿基督、坎波貝洛的日出），肝病。
- 艾爾·科恩（Al Cohn），62歲，美國爵士薩克斯管演奏家，編曲家和作曲家，肝癌。[72]
- 理查德·費曼，69歲，美國理論物理學家，諾貝爾物理學獎獲得者，腎衰竭。[73]
- 尼爾·鐘斯（Neil R. Jones），78歲，美國科幻作家。[74]
- 傑伊·萊達（Jay Leyda），78歲，美國電影製片人和電影歷史學家，心力衰竭。[75]
- 弗朗西斯科·曼裡克，69歲，阿根廷海軍軍官，總統候選人，淋巴瘤。[76]
- Gardiner Means，91歲，美國經濟學家（現代公司與私有財產），中風。[77]
- 亞瑟·米澤納（Arthur Mizener），80歲，美國英語教授和文學評論家（天堂的另一邊），心力衰竭。[78]

### 16日
- Jean Carignan，71歲，加拿大小提琴手。[79]
- Charles Delaunay，77歲，法國作家和爵士樂專家，Hot Club de France 的聯合創始人，帕金森病。[80]
- Hélène Gordon-Lazareff，78歲，俄羅斯出生的法國記者。[81]
- Vijaya Kumaratunga，42歲，斯裡蘭卡演員、歌手和政治家，被暗殺。[82]
- 叶圣陶，93歲，中國作家、記者、政治家，中國文化部副部長。[83]

### 17日
- John M. Allegro，65歲，英國考古學家和死海古卷學者，心臟病發作。[84]
- 亞歷山大·巴什拉切夫，27歲，蘇聯詩人，創作歌手和吉他手，可能自殺。
- 尤里·奧夫欽尼科夫（Yuri Ovchinnikov），53歲，蘇聯生物有機化學家，為苏联生物武器计划做出了貢獻。[85]
- Veijo Pasanen，57歲，芬蘭演員（Pikku Kakkonen）。
- 阿蘭·薩瓦里（Alain Savary），69歲，法國政治家，國家教育部長。[86]
- Karpoori Thakur，64歲，印度政治家，比哈爾邦邦首席部長，心臟驟停。[87]
- 雷金納德·烏倫（Reginald Uren），81歲，紐西蘭建築師。[88]

### 18日
- 邁克爾·霍華德，71歲，英國演員和喜劇演員。[89]
- 沃爾特·歐姆森（Walter Ohmsen），76歲，德國海軍納粹德國軍官，第一位看到諾曼第登陸海軍的德國人。[90]
- Giovanni Savonuzzi，77歲，義大利汽車設計師（Cisitalia、Carrozzeria Ghia、克萊斯勒）。

### 19日
- 伊莎貝爾·畢曉普，85歲，美國畫家和平面藝術家（Tidying Up），帕金森病。[91]
- 勒内·夏尔，80歲，法國詩人，法國抵抗運動成員，心臟病發作。[92]
- André Cournand，92歲，法裔美國醫生（心脏导管插入术），諾貝爾醫學獎獲得者，肺炎。[93]
- William W. Eagles，93歲，美國軍官，美國陸軍少將。[94]
- 格洛麗亞·霍利斯特（Gloria Hollister），87歲，美國探險家和科學家（国际野生生物保护学会），心臟驟停。[95]
- S. V. Sahasranamam，74歲，印度演員兼導演，心臟病發作。
- 弗蘭克·斯特拉法奇（Frank Strafaci），71歲，美國業餘高爾夫球手。
- 埃裡克·史崔克（Eric Stryker），33歲，美國同性戀色情表演者和模特，愛滋病。

### 20日
- MaKee K. Blaisdell，56歲，美國演員（夏威夷之眼），心力衰竭。[96]
- 鮑勃·奧法雷爾（Bob O'Farrell），91歲，美國職業棒球大聯盟球員（芝加哥小熊、纽约巨人、聖路易紅雀）。[97]
- 米爾德里德·塞德爾，98歲，美國記者。[98]
- Roger J. Williams，94歲，印度出生的美國生物化學家（營養學），肺炎。[99]
- 吉姆·伍茲，71歲，美國職業棒球大聯盟體育解說員，癌症。[100]

### 21日
- 安吉·德波（Angie Debo），98歲，美國歷史學家。[101]
- Cornelis van Eesteren，90歲，荷蘭建築師和城市規劃師（Lelystad）。
- 大衛·奧蒂斯·富勒（David Otis Fuller），84歲，美國浸信會牧師。[102]
- 艾丹·麥卡尼斯皮（Aidan McAnespie），23歲，愛爾蘭謀殺案受害者。[103]
- 亞歷山大·托馬舍維奇，79歲，塞爾維亞國際足球運動員和經理（BASK，南斯拉夫）。[104]
- Heydar Yaghma，64歲，伊朗詩人。

### 22日
- 查理斯·班克斯（Charles L. Banks），73歲，美國海軍陸戰隊（长津湖战役）美國軍官。[105]
- 爱德华·沃恩·贝文（Edward Vaughan Bevan），80歲，英國賽艇運動員和奧運會金牌得主。[106]
- 阿爾伯特·科利爾，78歲，澳式足球運動員（科林伍德）[107]
- 巴里·希思（Barrie Heath），71歲，不列顛戰役中的英國皇家空軍飛行員。[108]
- Afro Poli，85歲，義大利歌劇男中音。[109]
- 蒲保明，77歲，中國數學家（脈動幾何）。[110]
- 塞西爾·拉馬奇（Cecil Ramage），93歲，蘇格蘭大律師，演員和政治家，國會議員。[111]
- 拉裡·謝伊（Larry Shay），90歲，美國詞曲作者（《當你微笑時》），肺癌和肺氣腫。[112]

### 23日
- 爱德华·沃恩·贝文（Edward Vaughan Bevan），80歲，英國賽艇運動員和奧運會金牌得主。[113]
- 彼特·多諾霍，87歲，美國職業棒球大聯盟（辛辛那提紅人）。[114]
- 約瑟夫·卡拉基斯，85歲，烏克蘭建築師（烏克蘭國立歷史博物館）。
- 勒羅伊·勒布朗（Leroy Leblanc），73歲，美國搖擺音樂家。[115]

### 24日
- Irwin Chanin，96歲，美國建築師和房地產開發商（理查·羅傑斯劇院、世紀）。[116]
- 羅斯·科伊爾，73歲，1936年美國小姐。[117]
- 小詹姆斯·H·道格拉斯（James H. Douglas Jr.），88歲，美國律師，美國政府高級官員，空軍部長，癌症。[118]
- 孟菲斯·斯利姆，72歲，美國藍調鋼琴家、歌手和作曲家（每天我都有藍調），腎功能衰竭。[119]
- 馬姆杜·塞勒姆，69歲，埃及總理。[120]
- 蒂莫西·斯科特（Timothy Scott），32歲，美國百老匯演員和舞蹈家，愛滋病患者。[121]
- 西摩·西格爾（Seymour Siegel），60歲，美國拉比，倫理學和神學教授。[122]
- Bluma Zeigarnik，87歲，蘇聯心理學家。[123]

### 25日
- 伯納德·阿什莫爾（Bernard Ashmole），93歲，英國考古學家和藝術史學家。[124]
- 威廉·哈羅德·考克斯（William Harold Cox），86歲，美国密西西比南区联邦地区法院法官。[125]
- 庫爾特·馬勒（Kurt Mahler），84歲，德國出生的英裔澳大利亞數學家（马勒不等式、馬勒緊縮定理）。[126]
- 派克·莫裡森（Peck Morrison），68歲，美國爵士貝斯手。[127]
- Dori Seda，37歲，美國藝術家，流感。
- H. E. Todd，80歲，英國兒童小說作家（鮑比·布魯斯特）。

### 26日
- 愛德華·伯恩（Edward Byrne），22歲，美國員警，在執行任務時被謀殺。[128]
- 姜文奉，64歲，韓國軍官。
- 約瑟夫·基塞萊夫斯基，87歲，美國雕塑家。[129]

### 27日
- 巴茲爾·布斯羅伊德（Basil Boothroyd），77歲，英國幽默作家（笨拙雜誌）。[130]
- George Clutesi，83歲，加拿大藝術家，演員和作家（Dreamspeaker）。[131]
- 蜜雪兒·路易·蓋拉爾·德·勞里埃（Michel-Louis Guérard des Lauriers），89歲，法國天主教主教。
- 弗兰克·拉沃，85歲，海地將軍和政治家，海地總統。
- Frane Milčinski，73歲，斯洛維尼亞詩人和作家（Twinkle Sleepyhead）。
- 吉恩·德·保羅（Gene de Paul），68歲，美國鋼琴家、作曲家和詞曲作者（《今晚教我》），腦瘤。[132]
- 肯尼斯·皮奇（Kenneth Peach），84歲，美國電影攝影師。[133]
- 傑克·羅伯茨（Jack Roberts），78歲，美國法官。[134]

### 28日
- 比阿特麗斯·伯恩斯，82歲，夏威夷美國第一夫人，約翰·伯恩斯的妻子。[135]
- Irja Hagfors，82歲，芬蘭舞蹈家和編舞家。
- 伊迪絲·諾斯·詹森（Edith North Johnson），85歲，美國藍調歌手、鋼琴家和詞曲作者。[136]
- Harvey Kuenn，57歲，美國職業棒球大聯盟（底特律老虎、舊金山巨人），心臟病和糖尿病。[137]
- 米哈伊爾·奈米（Mikhail Naimy），98歲，黎巴嫩詩人，小說家和哲學家，肺炎。[138]
- 中井朝一，86歲，日本攝影師（野良犬、亂）。
- 凱莉·坦南特（Kylie Tennant），75歲，澳大利亞小說家、劇作家和歷史學家（《Ride on Stranger》）。[139]

### 29日
- Beatriz Guido，65歲，阿根廷小說家和編劇（綁架者、聖天使的叛徒）。[140]
- 約翰·亨利·吉尼斯（John Henry Guinness），52歲，吉尼斯馬洪（Guinness Mahon）英國主席。
- 西德尼·哈蒙（Sidney Harmon），80歲，美國電影製片人和編劇（小鎮談話）。[141]
- 保羅·拉姆齊，74歲，美國衛理公會倫理學家，心臟病發作。[142]
- Karl Zimmer，76歲，德國核化學家，心臟病發作。[143][144]

### 日期不詳
- 約翰·史密斯，49歲，英格蘭足球運動員（西漢姆聯）。[145]
- 迪克·沃克，74歲，英格蘭足球運動員（西漢姆聯）。[146]